# 2024年以色列駐塞爾維亞大使館襲擊
當地時間2024年6月29日，以色列駐塞爾維亞貝爾格萊德大使館發生一宗襲擊事件。襲擊者為瓦哈比教派信徒米洛斯·祖約維奇（薩拉胡丁）。祖約維奇是一名由東正教改宗伊斯蘭教的塞爾維亞人，他用弩箭射傷一名塞爾維亞憲兵，該憲兵開槍還擊並將他擊斃。

## 襲擊
以色列大使館位於貝爾格萊德的德迪涅地區。根據塞爾維亞內政部部長伊維察·達契奇的說法，該襲擊者在當地時間上午11:00左右來到大使館附近的警衛室前，詢問博物館的相關信息。該襲擊者接著開啟警衛室的門，並用弩箭射中保護大使館的塞爾維亞憲兵頸部。該憲兵反擊並開槍將其擊斃。

## 襲擊者及後續
襲擊者被確認為米洛斯·祖約維奇（1999年出生），他是姆拉代諾瓦茨當地人，在他由東正教改宗伊斯蘭教並加入瓦哈比教派後，以薩拉胡丁的伊斯蘭名字而為人所知。改宗後，祖約維奇和他來自黑山普拉夫的妻子遷居到穆斯林人口佔多數的新帕扎爾。內政部長伊維察·達契奇將這宗襲擊定性為恐怖襲擊，並宣佈恐怖主義威脅等級提升至紅色。同一天，一名涉嫌共謀且為激進伊斯蘭教徒的伊戈爾·德斯波托維奇在貝爾格萊德被捕。
在進行襲擊之前，祖約維奇為他的妻子錄製一條影片信息，提到「以色列人殺害穆斯林」。
襲擊後，塞爾維亞總統亞歷山大·武契奇親自到醫院探望受傷的憲兵米洛什·耶夫雷莫維奇，並對襲擊事件表示譴責。武契奇說，當局正在追查更多共犯。